# Winchester Model 1910
O Winchester Model 1910 (ou simplesmente Model 10), é um rifle semiautomático operado por blowback produzido pela Winchester Repeating Arms Company a partir de 1910 e descontinuado em 1936.

## Características
Este rifle é alimentado por um carregador de caixa destacável com capacidade de 4 cartuchos localizado imediatamente à frente do guarda-mato. A Winchester ofereceu o Model 1910 no cartucho ".401 Winchester Self-Loading" (ou .401 WSL).

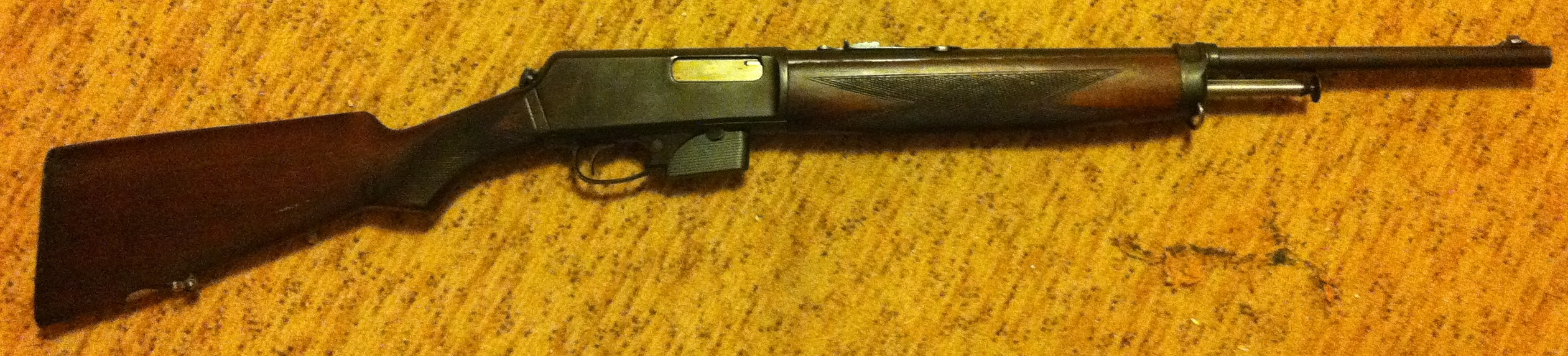
Um exemplar do Winchester Model 1910.

## Patentes
O projeto básico do Model 1910 é coberto pela Patente dos EUA.  Nº 681.481 emitida em 27 de agosto de 1901 e atribuída à Winchester por Thomas Crossley Johnson, um designer-chave de armas de fogo da Winchester. Esta patente foi inicialmente usada para proteger o design do Winchester Model 1903 de fogo circular, mas passou a ser aplicada na série de rifles "Winchester Self Loading", que inclui o Model 1905, o Model 1907 e o Model 1910.

## Variantes
Além do modelo padrão ou de "plain finish", um modelo de luxo ou "fancy finish" foi oferecido com coronha tipo "pistol grip" e zigrinado tanto na empunhadura quanto no guarda-mão. Os rifles de acabamento liso foram oferecidos em 1910 a um preço de lista de $ 30.

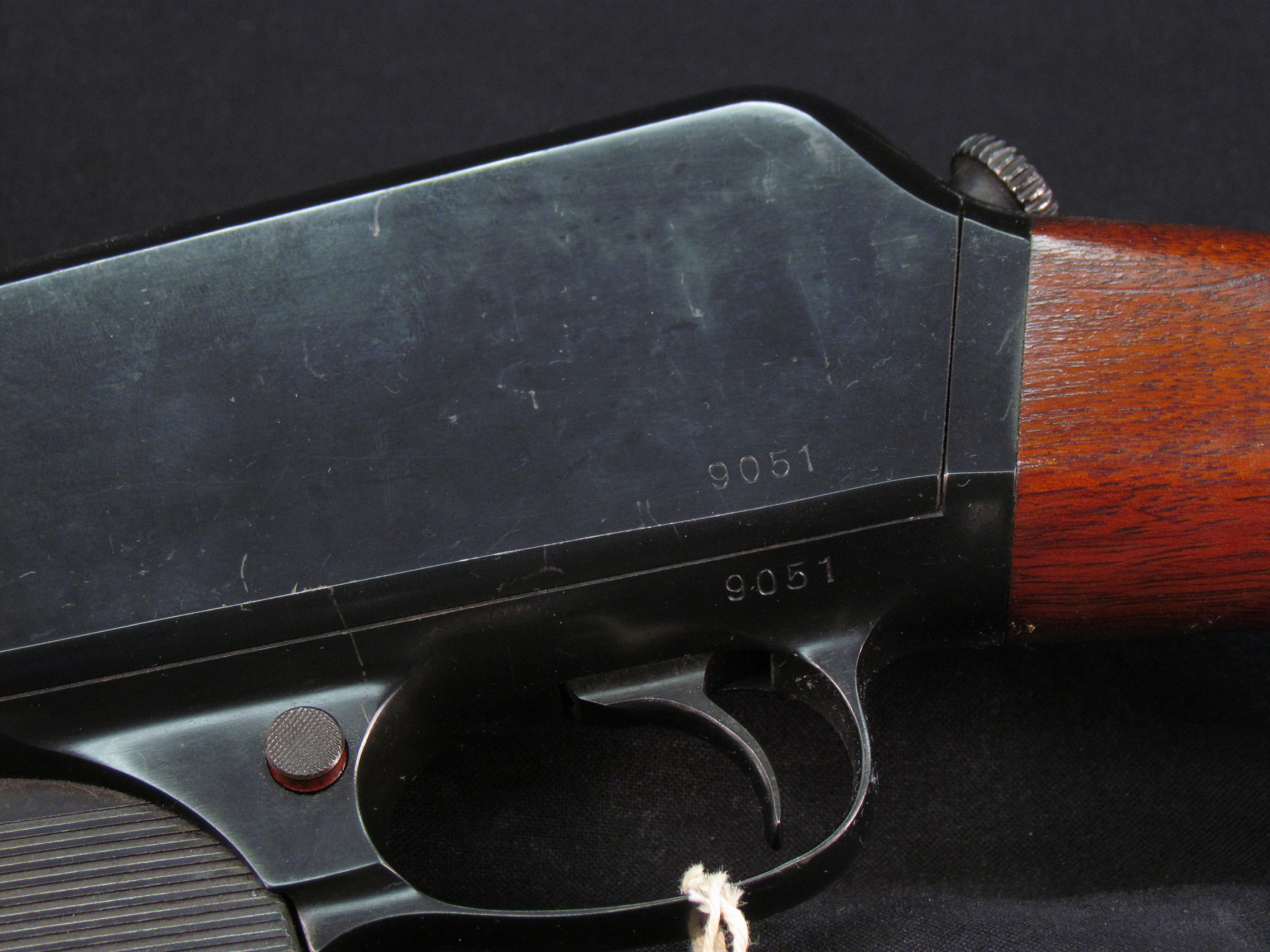
Detalhes das marcações, do gatilho, parte do carregador e o botão de segurança "safety" de um Winchester Model 1910.

## Pedidos da Primeira Guerra Mundial

### França
Terceira República Francesa
Os registros da fábrica da Winchester mostram um pedido feito em 1915 de 150 rifles Model 1910, carregadores sobressalentes e 25.000 cartuchos de munição .401SL pela firma "Andre, Schaub & Pioso Co." como um agente do governo francês. Acredita-se que um pedido subsequente de 400.000 cartuchos .401SL em 7 de dezembro de 1917 indique fuzis Model 1910 adicionais adquiridos pela República Francesa por outros meios.
Eles foram utilizados por observadores de aeronaves para afastar os caças inimigos, um passo entre as pistolas e as metralhadoras de aeronaves dedicadas. Posteriormente, foram gradualmente substituídos a partir de 1916 pelo Winchester Model 1907 no calibre .351. O rifle M1907 venceu essa "disputa" porque foi adotado em grande número e também pelo Royal Flying Corps e pelo Royal Naval Air Service da Grã-Bretanha.

### Rússia
Império Russo
Os registros da Winchester mostram pedidos de cerca de 500 rifles Model 1910 pelo governo imperial russo datando de 1915 e 1916. Mais detalhes não estão disponíveis em relação aos pedidos de .401SL.